# 362 사업
362 사업은 2003년 노무현 대통령이 승인한 핵잠수함 건조 사업을 말한다.

## 역사
2003년 6월 2일, 조영길 국방장관이 핵잠수함 건조계획을 노무현 대통령에게 보고, 승인을 받았다. 해당일의 연도, 월, 일의 마지막 숫자들을 합쳐 362란 이름을 붙였다.
3조 5000억원으로 한국형 공격원잠(SSN) 3척을 건조하는 내용으로서, 2006년까지 개념설계를 마친 뒤 2007년부터 건조에 착수, 2012년 1번 핵잠을 실전배치하며, 2-3년 간격으로 2번함, 3번함을 건조, 2017년에 3번함을 진수할 계획이었다.
잠수함에 탑재할 원자로는 러시아의 스마트 원자로, 함체 자체는 프랑스 핵잠수함인 4000톤급 바라쿠다급 잠수함을 모델로 삼았다.

## 원자로
한국은 러시아의 기술협력으로 BANDI-60 원자로를 개발했다.
2002년 6월, 한국원자력연구소는 '일체형원자로개발사업단'을 결성했다. 김시환 박사를 팀장으로 한 핵추진기관 연구팀(일명 진해팀)이 BANDI-60 개발 사업을 개시했다.
2004년, 진해팀은 핵추진 잠수함용 원자로의 기본설계를 마쳤다.
그런데, BANDI-60 원자로와 열출력이 같은 러시아 OK-650 원자로는 수중배수량 24000톤급에 1기를 사용한다. 큰 원자로다. 무게만 1000톤이다. 러시아는 시에라급 잠수함에도 OK-650 원자로 1기를 사용했는데, 수중배수량 8300톤이었다.
한국은 수중배수량 5300톤 바라쿠다급 잠수함에 BANDI-60 원자로를 넣겠다는 것인데, 잠수함에 비해 원자로가 너무 크다. 따라서, 언론에 보도된 바라쿠다급 잠수함 도입설은 오보가 아닌지 의심되며, 한국은 최소한 수중배수량 8300톤 이상의 잠수함을 고려해 BANDI-60 원자로를 개발한 것으로 보인다. 한국원자력연구소는 해군의 상세한 주문을 반영해서 개발했다고, 김시환 박사는 말하고 있다.

## 러시아
한국은 러시아에서도 핵연료를 수입해 원자로를 가동중이다. 러시아가 핵잠수함 원자로를 수출했다는 것은, 잠수함용 핵연료 공급도 해주겠다는 의미일 수 있다.
한국은 미국과 한미 원자력 협정을 체결하면서, 미국의 대형 원자로를 수입했다. 군사적 목적의 사용은 금지한다는 조항이 있다. 그러나, 미국과의 한미 원자력 협정은 미국산 원전, 미국의 부품이 들어가는 원전, 미국의 핵연료가 들어가는 원전을, 군사적 목적으로 사용하지 않는다는 조항이다.
러시아가 기술을 수출해서 한국이 개발한 BANDI-60 원자로는, 핵잠수함 원자로로서, 100% 국산 부품이 사용되어 미국산 기술이 일체 사용되지 않았다. 따라서 한미 원자력 협정이 전혀 적용되지 않는 영역이다. BANDI-60 원자로는 러시아 OK-650 원자로를 베낀 것인데, 우라늄-235 농축도 21-45%인 핵연료를 사용한다. 한국은 한미 원자력 협정에서 우라늄 농축 공장을 건설하지 않기로 했기 때문에, 러시아에서 농축도 45% 핵연료를 수입해서, 단순히 가공만 할 수 있다.
만약 단순한 가공 공정에 미국 기술이 사용되고 있다면, 러시아에서 완전히 가공까지 마친 핵연료를 수입하면, 한미 원자력 협정에 저촉되지 않을 수 있다.
미국이 반대한다는 보도는, 한미 원자력 협정과는 상관없이, 한국에 경제적 군사적 보복을 하겠다는 의미로 보인다. 아니면, 한국에 경제적 군사적 보복을 하겠다는 협박이 없는데도, 괜히 한국 정부가 내부 알력 등의 여러 가지 이유로 추진을 못하고 있는 것일 수도 있다. 만약 미국이 정말로 반대를 했다면, BANDI-60 원자로 개발도 미국이 막았어야 했다. 그런데 전혀 개발을 막지 않았다.
미국은 모든 나라에 원자력 협정을 체결할 때, 군사적 사용을 할 경우, 모든 미국산 기술, 미국산 핵연료 공급을 차단한다고 양자조약을 체결하기 때문에, 한국만 예외로 군사용 사용을 허용해주면, 다른 선진국들도 다 허용해 줘야 하는 문제가 있다.
그러나, 러시아는 그런 군사적 사용을 금지하는 조약을 다른나라들과 체결하지 않는다. 즉, 러시아는 자신들의 전략적 판단하에, 핵잠수함 원자로를 한국에 수출해도 된다는 판단을 했고, 그것은 핵연료 공급도 해결해 주겠다는 의미로 해석하는게 맞는데, 이를 미국이 막을 무슨 국제법적인 근거는 없다.
정작, 한러관계에 대해 아무 관련이 없는 제3자인 미국이 문제된다기 보다는, 한미연합군의 상호 신뢰가 깨질 수 있다면서 미국에서 유학한 장군들이 반대를 하는 것일 수도 있다. 즉, 내부의 문제일 수가 있다.

## 바라쿠다급 잠수함

프랑스의 바라쿠다급 잠수함

바라쿠다급 잠수함은 수상배수량 4,765톤, 수중배수량 5,300톤인 프랑스의 최신형 공격원잠이다. 2013년 기준으로, 척당 130억 유로의 건조비가 들었으며, 3척을 건조중이다. 1번함은 2018년 취역할 계획이다. 열출력 50MWt 경수로 1개를 탑재했다. 10년마다 핵연료를 재장전한다.
2008년 브라질, 2016년 호주가 바라쿠다함 1척을 주문했다. 호주는 디젤엔진을 장착하기로 하였다.

## 관련 연표
- 2003년 노무현 정부때 해군에 362사업단이 비밀리에 설립됐고, 1년 뒤 해체되었지만 4천 톤급 '핵잠 원자로' 기본설계를 마쳤다는 것이 알려졌다
- 2003년, 러시아 클럽 미사일 기술을 도입, 한국이 최초로 현무-3 순항 미사일의 시제품을 생산, 시험발사를 시작했다.
- 2003년 6월 2일, 노무현 대통령은 4000톤급 중형 핵잠수함 건조를 지시했다. 2번째 핵잠수함 건조계획이다.
- 2010년 4월 2일, 이명박 대통령이 영국 런던에서 고든 브라운 영국 총리와의 정상회담을 가졌다. 브라운 총리는 농축도 20% 미만의 우라늄(U-235) 핵잠수함용 핵연료 공급과 플루토늄 재처리까지 담당할 수 있다고 말했다.[2] 외교 소식통은 미국과 각별한 관계인 영국이 한국에 핵연료를 판매할 수 있다고 통보한 것은 미국과 협의 없이는 불가능한 일이라고 말했다.[3]
- 2016년 박근혜 정부때인 5월 17일, 3000톤급 장보고 3급 잠수함 1번함의 건조를 시작했다. 일단 디젤추진으로 결정되었다.
- 2016년 7월 1일, 3000톤급 장보고 3급 잠수함 2번함의 건조를 시작했다.
- 2016년 8월 31일, 탈북자 단체 NK지식인연대는 북한이 3500톤급 핵잠수함을 건조중이라고 주장했다. 2013년에 131 원자력 총국에서 러시아의 원자력잠수함 전문가 5명을 비싼 몸값으로 초대해왔으며, 길이 80 m, 너비 8 m, 300 m까지 잠항할 수 있는 핵잠수함을 2018년까지 건조할 계획이라고 주장했다.[4] 한국은 러시아에서 기술도입한 스마트 원자로 개발에 20년이나 걸렸다. 그러나 러시아가 핵잠수함 원자로 완제품을 제공하고 관련 기술자를 제공한다면, 북한이 2년만에 핵잠수함을 건조하려 한다는 주장이 터무니 없는 것만은 아닐 수도 있다. 그러나 다른 보도들은 김정은이 디젤추진 SLBM 핵미사일 탑재 잠수함인 골프급 잠수함 2척을 2018년 9월 9일까지 건조하라고 지시했다고 한다. "핵잠수함"이란 뜻이, 핵추진 잠수함인 공격원잠(SSN) 또는 전략원잠(SSBN)이 아니라 디젤추진 SLBM 잠수함(SSB)을 의미하는 것이며, 이 용어를 혼동하고 있는 것으로 추정된다.
- 2017년 5월 10일, 공격원잠 건조를 대선공약으로 주장한 문재인 대통령이 취임했다.
- 2017년 6월 30일, 3000톤급 장보고 3급 잠수함 3번함의 건조를 시작했다.
- 2017년 9월 5일, 북한 6차 핵실험 직후, 트럼프 대통령이 일본에 토마호크 미사일 판매를 승인했다. 토마호크 미사일은 재래식 탄두를 탑재해도 히로시마급 20 kt 핵폭탄의 위력을 갖는 것으로 유명하다. 토마호크 관련 역사는 조지 워싱턴급 잠수함, INF 조약 참조.
- 2017년 9월 19일, 러시아 관영 스푸트니크 통신은 일본의 세카이니포를 인용해, 북한이 핵잠수함을 건조중이며, 중국과 러시아의 핵잠수함 전문가들이 북한의 남포조선소에서 관련 기술을 제공하고 있다고 보도했다.[5]
- 2019년 9월, 김현종 청와대 국가안보실 2차장이 미국을 방문해 핵추진잠수함에 사용할 핵연료 공급을 타진했지만 미국은 난색을 표한다.

## 같이 보기
- BANDI-60
- OK-650 원자로